# O Estrangeiro (livro)
L'Étranger (francês: [l‿e.tʁɑ̃.ʒe]) é uma novela de 1942 do autor francês Albert Camus. Seu tema e perspectiva são frequentemente citados como exemplos da filosofia de Camus, absurdo somado ao existencialismo, embora Camus pessoalmente rejeitasse o último rótulo.
O personagem-título é Meursault, um indiferente colono francês na Argélia descrito como "um cidadão da França domiciliado no Norte da África, um homem do Mediterrâneo, um homme du midi, mas que dificilmente compartilha da cultura mediterrânea tradicional". Semanas após o funeral de sua mãe, ele mata um homem árabe na Argel francesa, que estava envolvido em um conflito com um dos vizinhos de Meursault. Meursault é julgado e condenado à morte. A história é dividida em duas partes, apresentando a visão narrativa em primeira pessoa de Meursault antes e depois do assassinato, respectivamente.

Em janeiro de 1955, Camus escreveu isto:
Eu resumi O Estrangeiro há muito tempo, com uma observação que admito ser altamente paradoxal: "Em nossa sociedade, qualquer homem que não chore no funeral de sua mãe corre o risco de ser condenado à morte." Só quis dizer que o herói do meu livro é condenado porque não joga o jogo. 
A primeira edição de The Stranger consistiu de apenas 4 400 cópias, o que era tão poucos que não poderia ser um best-seller. Uma vez que a novela foi publicada durante a ocupação nazista da França, havia a possibilidade de que as equipes de censura da propaganda nazista a censurasse, mas um representante das autoridades de ocupação considerou que não continha nada de prejudicial à sua causa, por isso foi publicada sem omissões. No entanto, o romance foi bem recebido nos círculos anti-nazistas, além do artigo de Jean-Paul Sartre "Explication de L'Étranger".
Traduzido quatro vezes para o inglês e também para várias outras línguas, o romance há muito é considerado um clássico da literatura do século XX. O Le Monde classifica-o como o número um em seus 100 livros do século.
O romance foi adaptado duas vezes para o cinema: Lo Straniero (1967) (italiano) de Luchino Visconti e Yazgı (2001, Fate) de Zeki Demirkubuz (turco).

## Resumo do livro

### Parte 1
Meursault fica sabendo da morte de sua mãe, que mora em uma casa de repouso no interior. Ele tira uma folga do trabalho para comparecer ao funeral, mas não mostra nenhum dos sinais de luto ou luto que as pessoas ao seu redor esperam de alguém em sua situação. Quando questionado se deseja ver o corpo, ele recusa e fuma e bebe café na vigília do caixão de sua mãe na noite anterior ao enterro. A maioria de seus comentários ao leitor neste momento são sobre suas observações dos idosos participantes da vigília e do funeral, que acontecem em um dia insuportavelmente quente.
De volta a Argel, Meursault encontra Marie, uma ex-secretária de sua empresa. Os dois se reencontram, nadam, assistem a um filme de comédia e começam a ter um relacionamento sexual. Tudo isso acontece no dia seguinte ao funeral de sua mãe.
Nos próximos dias, Meursault ajuda Raymond Sintès, um vizinho e amigo que supostamente é cafetão (proxeneta), mas diz que trabalha em um depósito, a se vingar de uma namorada moura que ele suspeita estar aceitando presentes e dinheiro de outro homem. Raymond pede a Meursault para escrever uma carta convidando a garota para o apartamento de Raymond apenas para que ele possa fazer sexo com ela e depois cuspir em seu rosto e expulsá-la. Enquanto escuta Raymond, Meursault é caracteristicamente imperturbável por qualquer sentimento de empatia, então ele não expressa preocupação de que a namorada de Raymond fique emocionalmente magoada com este plano e concorda em escrever a carta. Em geral, Meursault considera as outras pessoas interessantes ou irritantes, ou não sente nada por elas.
A namorada de Raymond o visita em um domingo de manhã, e a polícia se envolve quando ele a espanca por ter lhe dado um tapa depois de tentar expulsá-la. Ele pede a Meursault que testemunhe que a namorada foi infiel quando ele é chamado à delegacia, com o que Meursault concorda. No final das contas, Raymond é liberado com um aviso.
Enquanto isso, o chefe de Meursault pergunta se ele gostaria de trabalhar em uma filial que sua empresa está pensando em abrir em Paris e Marie pergunta se ele deseja se casar. Em ambos os casos, Meursault diz que não tem sentimentos fortes sobre o assunto, mas está disposto a se mudar ou se casar, se isso agradar à outra parte. Além disso, Salamano, o velho vizinho mesquinho de Meursault e Raymond, perde seu cão maltratado e doente e, embora aparentemente mantenha sua atitude rancorosa e indiferente em relação à criatura, ele vai a Meursault em busca de conforto e conselhos algumas vezes. Durante uma dessas conversas, Salamano, que diz ter adotado o cachorro como companheiro logo após a morte de sua esposa, menciona que alguns vizinhos tinham 'dito coisas desagradáveis' sobre Meursault depois que ele mandou sua mãe para um lar de idosos.
Num fim de semana, Raymond convida Meursault e Marie para a cabana de praia de um amigo. Lá eles veem o irmão da namorada rejeitada de Raymond junto com outro árabe, que Raymond mencionou que o tem seguido recentemente. Os árabes confrontam Raymond e seu amigo, e o irmão fere Raymond com uma faca antes de fugir. Mais tarde, Meursault volta sozinho pela praia, armado com um revólver que tirou de Raymond para impedi-lo de agir precipitadamente, e encontra o irmão da namorada de Raymond. Desorientado e à beira de uma insolação, Meursault atira quando o árabe aponta sua faca para ele. É um tiro fatal, mas Meursault atira no homem mais quatro vezes após uma pausa. Ele não divulga ao leitor nenhuma razão específica para este ato ou o que ele sente.

### Parte 2
Meursault agora está preso. Seu distanciamento geral e capacidade de se adaptar a qualquer circunstância externa parecem tornar a vida na prisão tolerável, especialmente depois que ele se acostuma com a ideia de ser restrito e incapaz de fazer sexo com Marie, embora ele tenha percebido em um ponto que esteve inconscientemente falando consigo mesmo por vários dias. Por quase um ano, ele dorme, olha pela janelinha de sua cela e lista mentalmente os objetos em seu antigo apartamento enquanto espera seu dia no tribunal.
Meursault nunca nega que matou o árabe, então, em seu julgamento, o promotor se concentra mais na incapacidade ou falta de vontade de Meursault de chorar no funeral de sua mãe do que nos detalhes do assassinato. Ele retrata a quietude e passividade de Meursault como uma demonstração de sua criminalidade e falta de remorso e denuncia Meursault como um monstro sem alma que merece morrer por seu crime. Para o leitor, Meursault reconhece que nunca sentiu arrependimento por nenhuma de suas ações porque, diz ele, sempre esteve muito absorto no momento presente. Embora vários amigos de Meursault testemunhem em seu nome e seu advogado diga que a sentença provavelmente será leve, Meursault é condenado a ser decapitado publicamente.
Colocado em uma nova cela, Meursault fica obcecado com sua condenação e apelo iminente e tenta imaginar uma maneira de escapar de seu destino. Ele se recusa repetidamente a ver o capelão da prisão, mas um dia o capelão o visita mesmo assim. Meursault diz que não acredita em Deus e nem se interessa pelo assunto, mas o capelão insiste em tentar afastar Meursault do ateísmo (ou, talvez mais precisamente, do apateísmo). O capelão acredita que o apelo de Meursault terá sucesso em libertá-lo da prisão, mas diz que tal resultado não o livrará de seus sentimentos de culpa nem consertará seu relacionamento com Deus. Eventualmente, Meursault aborda o capelão com raiva. Ele ataca a visão de mundo e a atitude paternalista do capelão e afirma que, ao confrontar a certeza da proximidade de sua morte, ele teve insights sobre a vida e a morte que ele sente com uma confiança além da que o capelão possui. Ele diz que, embora o que dizemos, fazemos ou sentimos possa fazer com que nossas mortes aconteçam em momentos diferentes ou em circunstâncias diferentes, nenhuma dessas coisas pode mudar o fato de que estamos todos condenados a morrer um dia, então nada importa em última instância.
Depois que o capelão vai embora, Meursault encontra algum conforto em pensar sobre os paralelos entre sua situação e como ele acha que sua mãe deve ter se sentido quando estava cercada pela morte e morrendo lentamente no asilo. Gritar com o capelão o esvaziou de toda esperança ou pensamentos de fuga ou um apelo bem-sucedido, então ele é capaz de abrir seu coração "para a indiferença benigna do universo", após o que ele decide que ele foi, e ainda é, feliz. Sua afirmação final é que uma multidão grande e odiosa em sua execução acabará com sua solidão e levará tudo a um fim consumado.

## Personagens
- Meursault é um colono francês na Argélia que fica sabendo da morte de sua mãe por telegrama. A indiferença de Meursault pela morte de sua mãe demonstra algum distanciamento emocional de seu ambiente. Outras instâncias são mostradas. Meursault também é uma pessoa sincera, que fala o que pensa sem se importar com os outros. Ele está afastado da sociedade devido à sua indiferença.
- A mãe de Meursault foi enviada para um lar de idosos três anos antes de sua morte, conforme observado nas primeiras linhas do romance. Conforme Meursault se aproxima da hora de sua execução, ele sente uma afinidade com sua mãe, pensando que ela também abraçou um universo sem sentido.
- Tomas Pérez era noivo da mãe de Meursault enquanto ela estava em casa. Ele aparece na retaguarda no cortejo fúnebre da mãe de Meursault, e Meursault descreve em muitos detalhes a luta do velho para acompanhá-la. Ele é chamado para testemunhar no julgamento de Meursault.
- Céleste é dono de um café frequentado por Meursault. Ele testemunhou no julgamento de Meursault.
- Marie Cardona era digitadora no mesmo local de trabalho de Meursault. Um dia depois de ele comparecer ao funeral de sua mãe, ela o encontra em uma piscina pública e os dois começam um relacionamento. Marie, como Meursault, gosta de sexo. Em uma ocasião, ela pergunta a Meursault se ele a ama e, em outra, se gostaria de se casar com ela. À primeira responde com não, à segunda parece indiferente à ideia. Marie o visita uma vez na prisão, mas não tem permissão para mais visitas porque ela não é sua esposa. Ela testemunhou no julgamento de Meursault.
- Salamano é um velho que costuma passear com o cachorro. Ele abusa disso, mas ainda está apegado a ele. Quando ele perde seu cachorro, ele fica angustiado e pede um conselho a Meursault. Ele testemunhou no julgamento de Meursault.
- Raymond Sintès é um vizinho de Meursault que bate em sua amante árabe. Seu irmão e amigos tentam se vingar. Ele traz Meursault para o conflito, e o último mata o irmão. Raymond e Meursault parecem desenvolver um vínculo, e ele testemunha por Meursault durante seu julgamento.
- Masson é o dono da casa de praia onde Raymond leva Marie e Meursault. Masson é uma pessoa despreocupada que gosta de viver sua vida e ser feliz. Ele testemunhou no julgamento de Meursault.
- Os árabes incluem a amante de Raymond, seu irmão e seus amigos assumidos. Nenhum dos árabes em O Estranho é nomeado, refletindo a distância entre os colonos franceses e os nativos.
- O árabe (irmão da amante de Raymond) é um homem baleado e morto por Meursault em uma praia de Argel.[5]